# JW GROM
A JW GROM (teljes nevén Jednostka Wojskowa GROM) Lengyelország különlegesen képzett terrorizmus elleni katonai alakulata. Az alakulat nevében szereplő GROM a Grupa Reagowania Operacyjno-Manewrowego, azaz Különleges Műveleti és Gyors Reagálású Csoport lengyelül mennydörgést is jelent, utalva arra, hogy a JW GROM egyike a négy, különlegesen képzett lengyel katonai alakulatnak.